# بازدارنده واکنش
بازدارنده واکنش(به انگلیسی: Reaction inhibitor) ترکیبی شیمیایی است که با افزودن به ظرف واکنش، موجب کاهش سرعت یا توقف کامل واکنش می‌شود. این ماده دقیقا برخلاف کاتالیست بر واکنش اثر دارد. به‌عنوان نمونه، افزودن مقداری از استانیلید به ظرف واکنش تجزیه هیدروژن پراکسید، موجب کاهش سرعت تجزیهٔ آن به آب و اکسیژن می‌گردد.